# Saint-Pierre-d'Argençon
Saint-Pierre-d'Argençon is een gemeente in het Franse departement Hautes-Alpes (regio Provence-Alpes-Côte d'Azur) en telt 167 inwoners (2005). De plaats maakt deel uit van het arrondissement Gap.

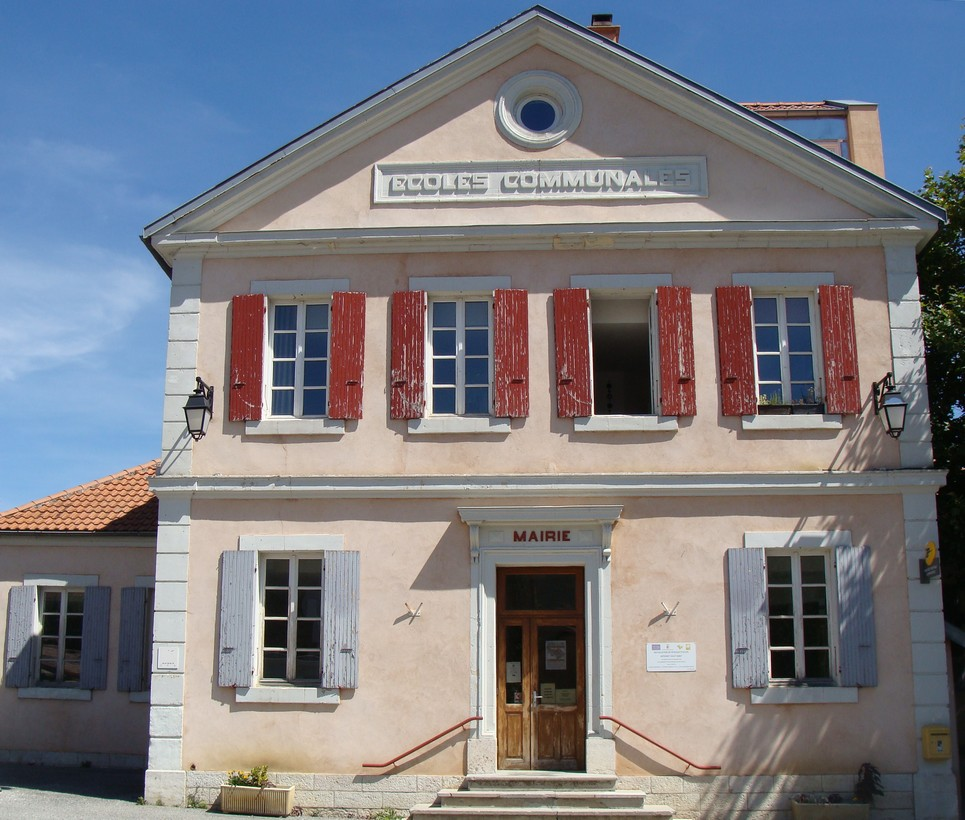
Gemeentehuis
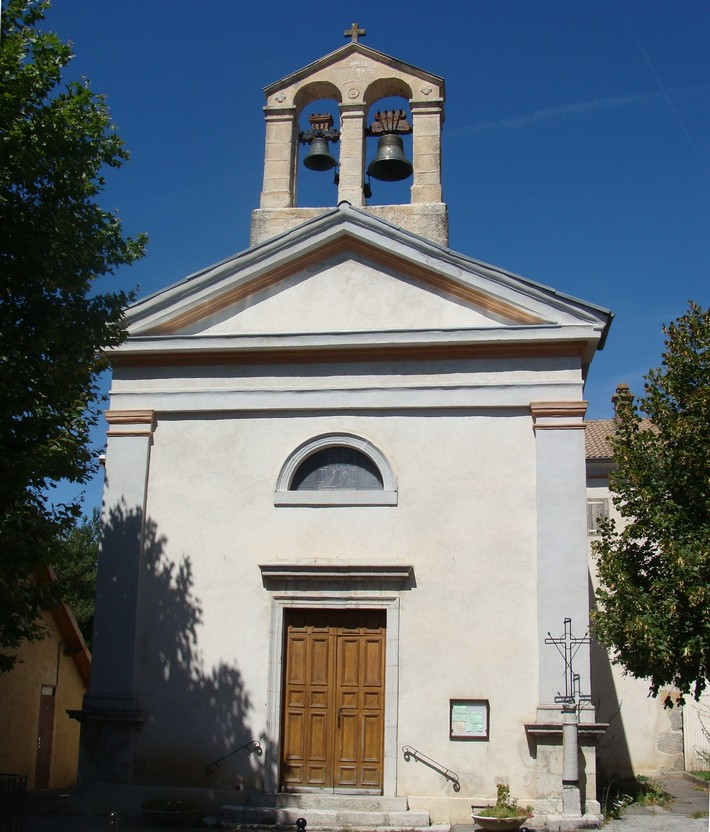
Kerk van Saint-Pierre-d'Argençon

## Geografie
De oppervlakte van Saint-Pierre-d'Argençon bedraagt 20,1 km², de bevolkingsdichtheid is 8,3 inwoners per km².
De onderstaande kaart toont de ligging van Saint-Pierre-d'Argençon met de belangrijkste infrastructuur en aangrenzende gemeenten.

## Demografie
Onderstaande figuur toont het verloop van het inwonertal (bron: INSEE-tellingen).
Vanwege een beveiligingsprobleem met de MediaWiki Graph-software is het momenteel niet mogelijk deze grafiek weer te geven. Zodra de software is bijgewerkt zal de grafiek vanzelf weer zichtbaar worden.